# Селенґа
Селе́нґа або Сьєле́нґа (англ. Selenga, Sielenga) — одне із 15 вождівств округу Бо Південної провінції Сьєрра-Леоне. Адміністративний центр — село Дамбала.
Населення округу становить 9175 осіб (2015; 5412 в 2004).

## Адміністративний поділ
У адміністративному відношенні вождівство складається з 3 секцій:
| № | Назва       | Оригінальна назва | Площа, км² | Населення, осіб | Адміністративний центр |
| - | ----------- | ----------------- | ---------- | --------------- | ---------------------- |
| 1 | Кадуаво     | Kaduawo           | -          | -               | -                      |
| 2 | Мокпенде    | Mokpendeh         | -          | -               | -                      |
| 3 | Старе місто | Old Town          | -          | -               | Дамбала                |